# Hermann Panzo
Pour les articles homonymes, voir Panzo.
Hermann Panzo (né le 8 février 1958 à Saint-Esprit et mort le 30 juillet 1999 à Fort-de-France) est un athlète français spécialiste des épreuves de sprint. Il domine le sprint français à la fin des années 1970 et au début des années 1980, et devient l'un des tout meilleurs spécialistes mondiaux du 100 mètres.

## Biographie

### Junior
Champion d'Europe junior du 100 mètres le 19 août 1977 à Donetsk, il établit un record d'Europe de la discipline en 10 s 40, lequel ne sera battu qu'en 1984 par Bruno Marie-Rose, auteur d'un 10 s 29 en finale des championnats de France à Villeneuve-d'Ascq. L'athlète martiniquais sera d'ailleurs le meilleur performeur français, toutes catégories, en 1977 sur le 100 mètres [1].
La même année, Panzo devient aussi champion et recordman d'Europe junior du relais 4 × 100 mètres avec Thessard et les frères Barré (39 s 69).

## Senior
Hermann Panzo connaît la consécration hexagonale avec ses deux titres de champion de France senior : le premier en 1978, alors qu'il n'est encore que junior, le second en 1980.
Aux Jeux olympiques de Moscou, il se hisse en finale du 100 mètres. Il ne prend que la 8e place, mais n'était encore qu'espoir, et obtient la médaille de bronze sur le relais 4 × 100 mètres, dont il est le dernier relayeur.
À ce jour, Hermann Panzo est l'un des quatre sprinters français, avec Émile Ali-Khan en 1920, Roger Bambuck en 1968 et Jimmy Vicaut en 2016, à être entré en finale olympique sur 100 mètres.
Outre des succès internationaux dans différents meetings et en coupe d'Europe, sa performance de pointe reste la victoire au "Golden Sprint" du meeting ISTAF de Berlin-Ouest (21/08/1981), course qui, en l'absence de grand championnat international en 1981, est considérée comme la plus importante de l'année.
Ce soir-là, face au champion olympique Allan Wells et aux meilleurs Américains (Philipps, Lattany et Floyd, entre autres), Hermann Panzo remporte une victoire qui le fait pleinement entrer dans l'élite mondiale. Son temps de 10 s 14, très proche du vieux record de France de Roger Bambuck (10 s 11), ne peut être homologué en raison d'un vent un peu trop favorable (2,30 m/s.). Pour l'anecdote, on peut aussi rappeler qu'à l'occasion de cette course, Panzo bat le Canadien Ben Johnson, qui défrayera la chronique quelques années plus tard.
La même année, au cours du meeting Nikaïa à Nice, Panzo établit avec Bernard Petitbois, Patrick Barré et Aldo Canti, un nouveau record d'Europe du relais 4 × 200 mètres (1 min 21 s 58).
Ces performances augurent d'un bel avenir pour le sprinter martiniquais. Mais sa fragilité musculaire en décide autrement. Émaillée de nombreuses blessures, la carrière de Panzo n'a pas la plénitude qu'on lui promettait. Favori des championnats d'Europe d'Athènes en 1982, il doit mettre un terme à sa saison dès le mois de mai après un claquage à la cuisse.
Après plusieurs tentatives de retour au premier plan (notamment en 1984 où, 4e des championnats de France en 10 s 46, il est remplaçant du relais olympique à Los Angeles), il doit mettre un terme à une carrière gâchée par les blessures.
Dans les années 1990, il est responsable du service des sports au Conseil régional de la Martinique.
Il meurt en 1999, des suites d'un accident vasculaire-cérébral.
Le stade de Petit-Bourg à Rivière-Salée, en Martinique, porte aujourd'hui son nom.

## Palmarès
- 1977 : Champion d'Europe junior du 100 m et du relais 4 × 100 m. Recordman d'Europe junior du 100 m et du relais 4 × 100 m
- 1978 : Champion de France senior du 100 m
- 1980 : Champion de France senior du 100 m. Jeux Olympiques de Moscou : médaille de bronze (relais 4 × 100 m) et 8e au 100 m en 10 s 49
- 1981 : Vainqueur du "Golden sprint" de Berlin-Ouest. Recordman d'Europe du relais 4 × 200 m
- Record personnel sur 100 m : 10 s 24 (10 s 14 v.f.)

### Records
| Épreuve | Performance | Lieu     | Date        |
| ------- | ----------- | -------- | ----------- |
| 100 m   | 10 s 24     | Colombes | 7 juin 1980 |